# Joppatowne
Joppatowne est une communauté non incorporée située dans le comté de Harford, dans l’État du Maryland, aux États-Unis.

## Histoire
Dans l'Amérique coloniale, il y avait trois villes dans la région de l'actuelle Joppatowne, chacune ayant été fondée et abandonnée successivement : Gunpowder, Foster’s Neck et Joppa. Les deux premiers ont vécu une courte durée, mais Joppa s'est avérée très fructueuse durant 50 ans.
En 1706, l'Assemblée provinciale du Maryland affrété une autre ville proche, connu sous le nom de Foster’s Neck. Elle était située sur la rive orientale de la rivière Gunpowder, à la limite méridionale de l'actuelle Joppatowne. Encore une fois, bien que les ruines d'usines demeurent dans ce domaine, l'emplacement précis de la ville est inconnue. Foster’s Neck était destiné à succéder à la ville de Vieux Baltimore (aucun rapport avec la ville de Baltimore) sur la rivière Bush comme le siège du comté du comté de Baltimore. Toutefois, Foster’s Neck a été abandonnée un an plus tard, en 1707, en raison, d'une épidémie de variole. La paroisse Saint-Jean a été temporairement déplacé l'intérieur des terres, là où le club des officiers à la région de Edgewood Aberdeen Proving Ground se trouve actuellement, et a déménagé à Joppa en 1712. Après le déclin de Joppa, la paroisse Saint-Jean a finalement été déplacé à proximité de Kingsville, à la fin du XVIIIe siècle.
Le 11 juillet 1864, la cavalerie confédérée sous le commandement du colonel Harry W. Gilmor a attaqué le chemin de fer de Philadelphie, Wilmington et Baltimore (maintenant Amtrak), et le pont ferroviaire qui enjambe la rivière Gunpowder, à la frontière sud-est de Joppatowne. Gilmore et ses 135 soldats ont battu la force de l'Union avec ses 70 soldats pour garder le pont. Les Confédérés ont capturé deux trains, l'un au nord et l'autre vers le sud, fait évacuer les passagers, ont pris un prisonnier général de l'Union, les fournitures capturés, coupé les lignes télégraphiques, et mis le feu à l'un des trains. Le raid, considéré comme l'un des plus audacieux jamais entrepris par la cavalerie, est désormais connu comme le « Raid Gilmor » ou « Le Raid station Magnolia ».

## Géographie
Selon le Bureau du recensement des États-Unis, la commune a une superficie totale de 7,4 miles2 (19 km2), dont 6,9 miles2 (18 km2) de terre et 0,5 mile2 (1,3 km2) de celui-ci (6,78 % ) est de l'eau.